# Operophtera
Operophtera är ett släkte av fjärilar som beskrevs av Jacob Hübner 1825. Operophtera ingår i familjen mätare.

## Dottertaxa tillOperophtera, i alfabetisk ordning[1][2]
- Operophtera boreata
- Operophtera bruceata
- Mindre frostfjäril Operophtera brumata
- Operophtera brunata
- Operophtera brunnea
- Operophtera brunnescens
- Operophtera crispifascia
- Större frostfjäril Operophtera fagata
- Operophtera fasciata
- Operophtera fusca
- Operophtera grisearia
- Operophtera groenlandica
- Operophtera harrisoni
- Operophtera huenei
- Operophtera hyemata
- Operophtera hyperborea
- Operophtera isaaki
- Operophtera japonaria
- Operophtera latipennis
- Operophtera marginata
- Operophtera myricaria
- Operophtera myrtillivora
- Operophtera nana
- Operophtera nexifasciata
- Operophtera nigrescens
- Operophtera occidentalis
- Operophtera peninsularis
- Operophtera phryganea
- Operophtera pygmaeata
- Operophtera rectipostmediana
- Operophtera relegata
- Operophtera remotata
- Operophtera tenerata
- Operophtera unicolor
- Operophtera vulgaris

## Bildgalleri

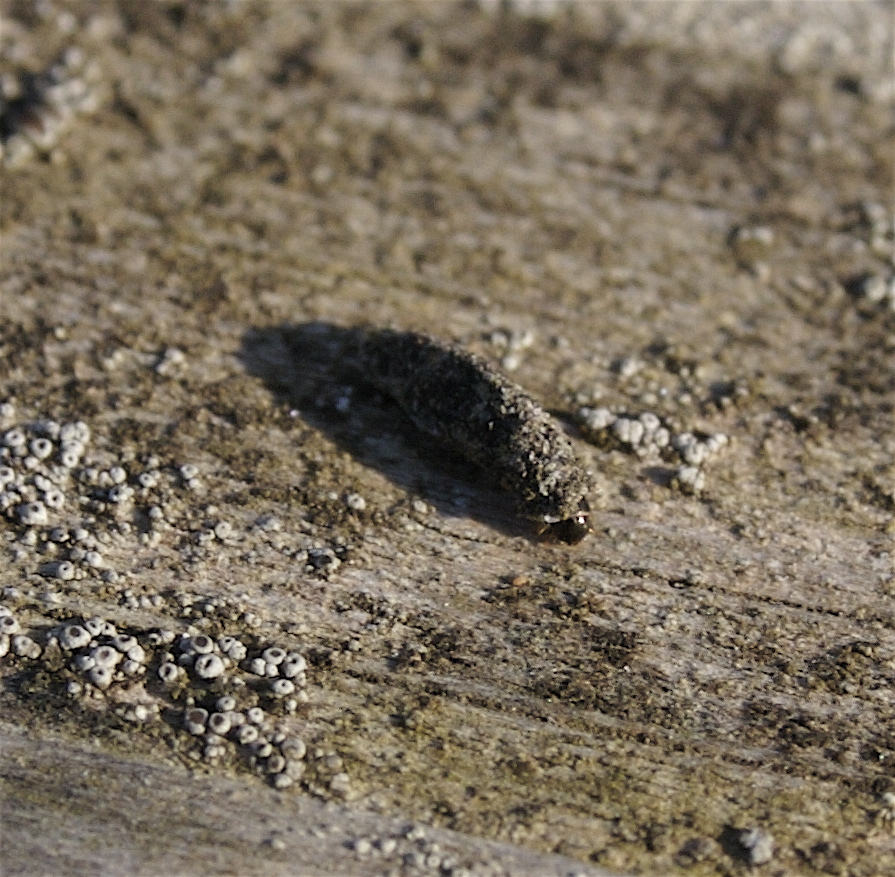
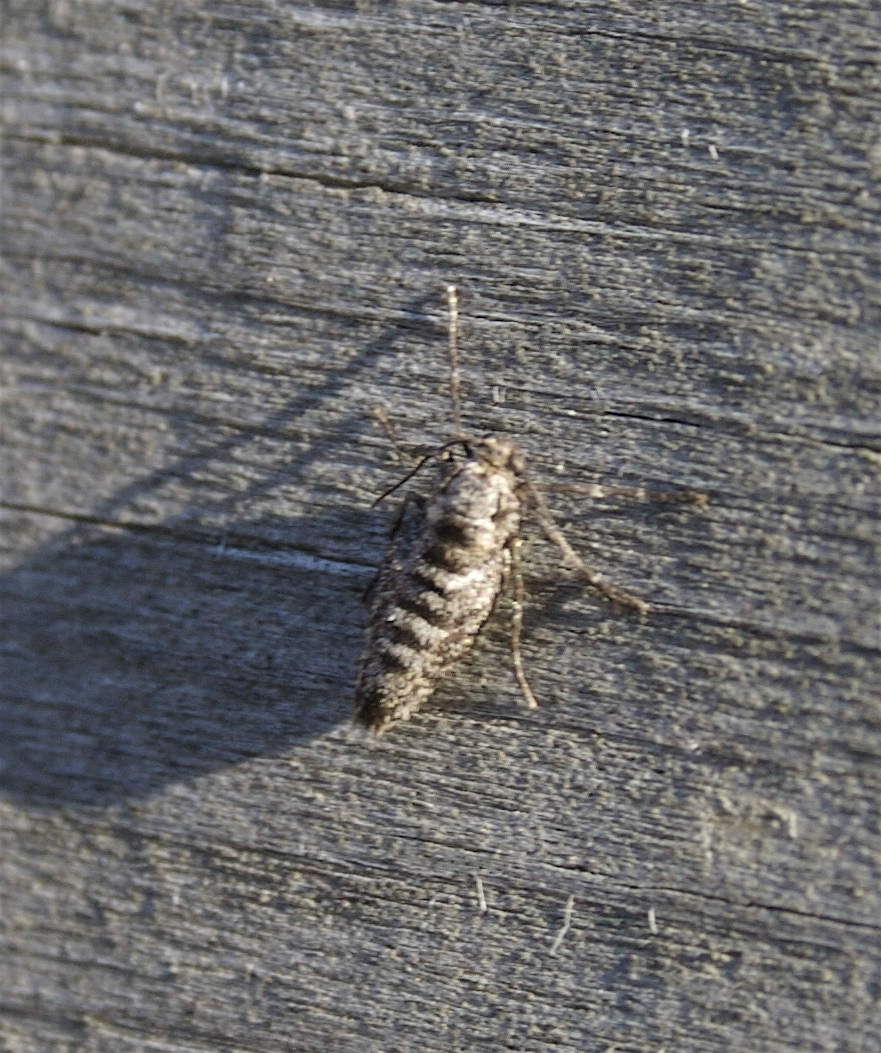
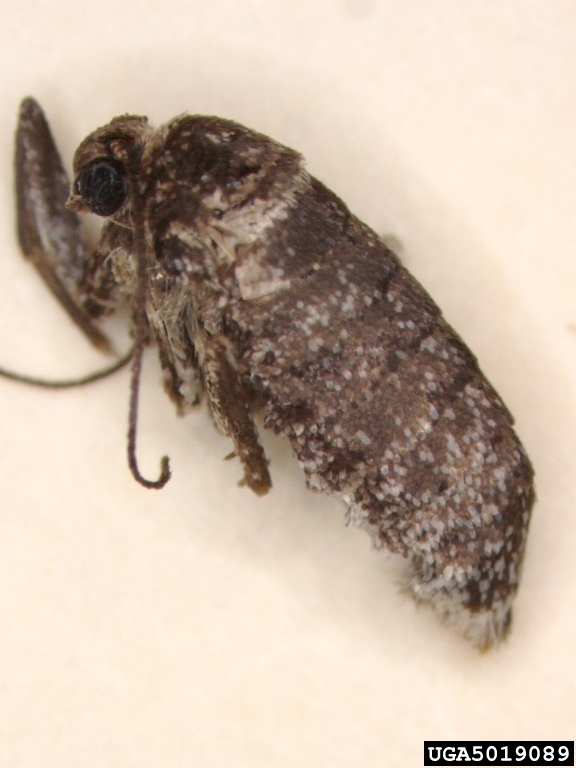
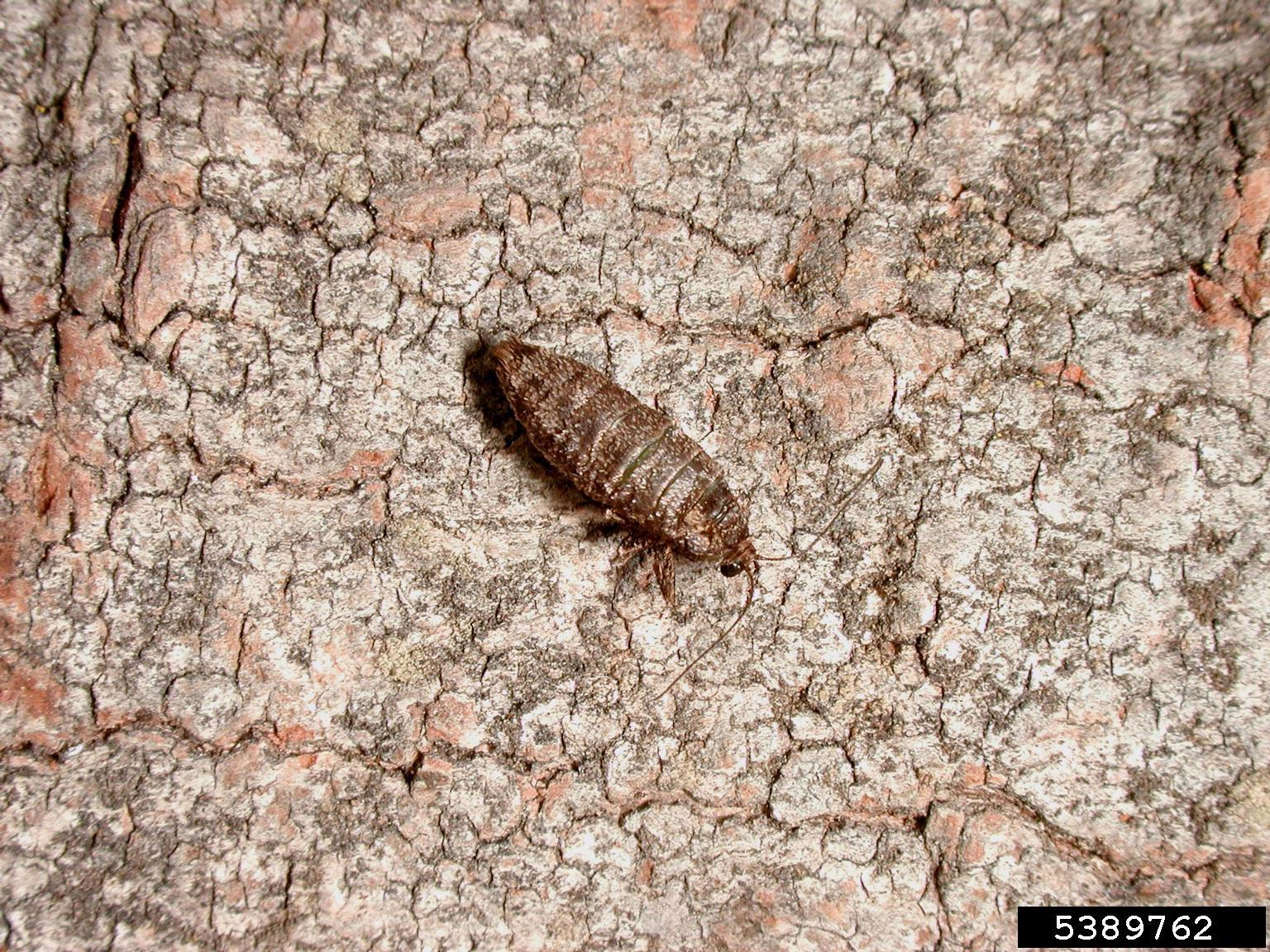
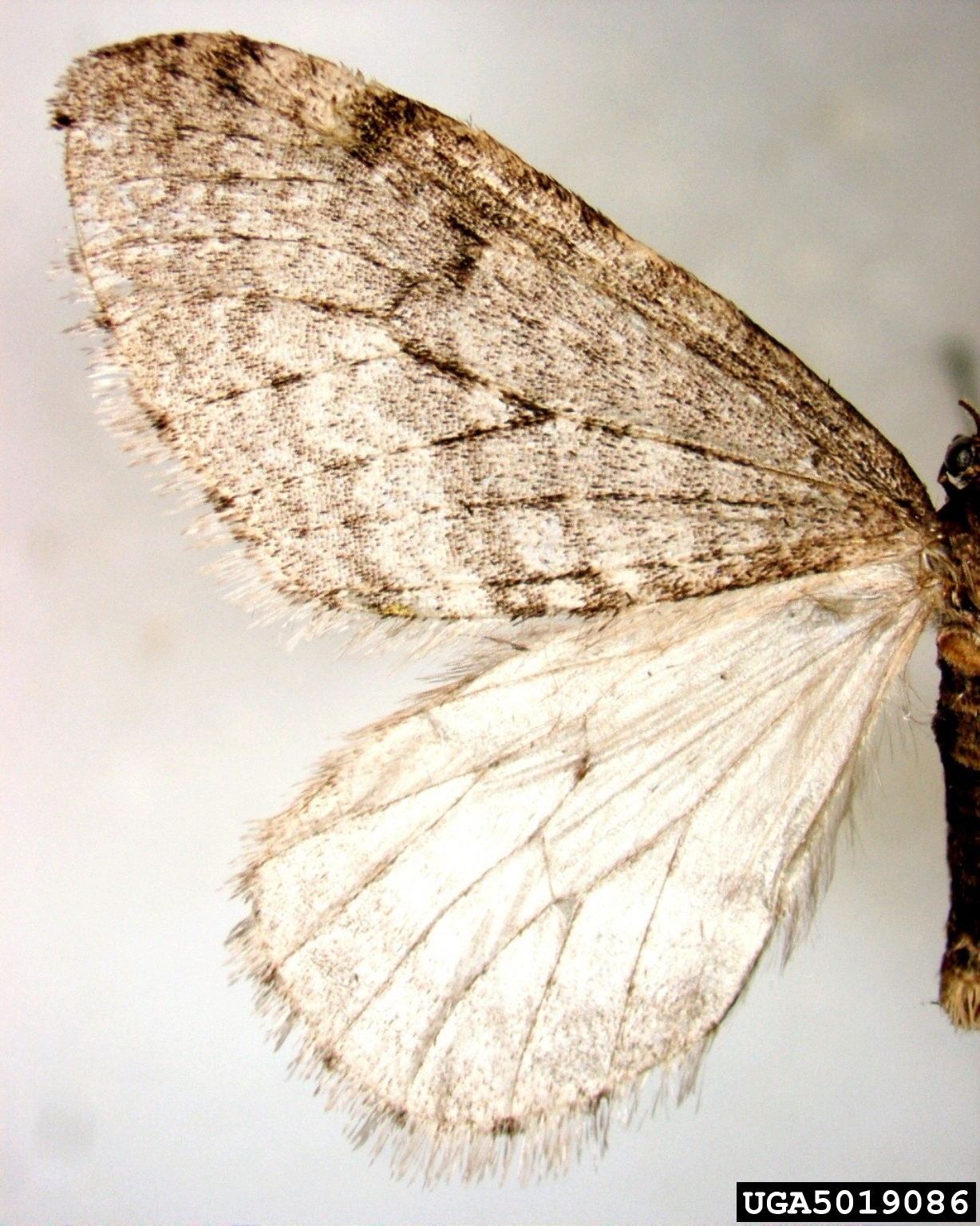
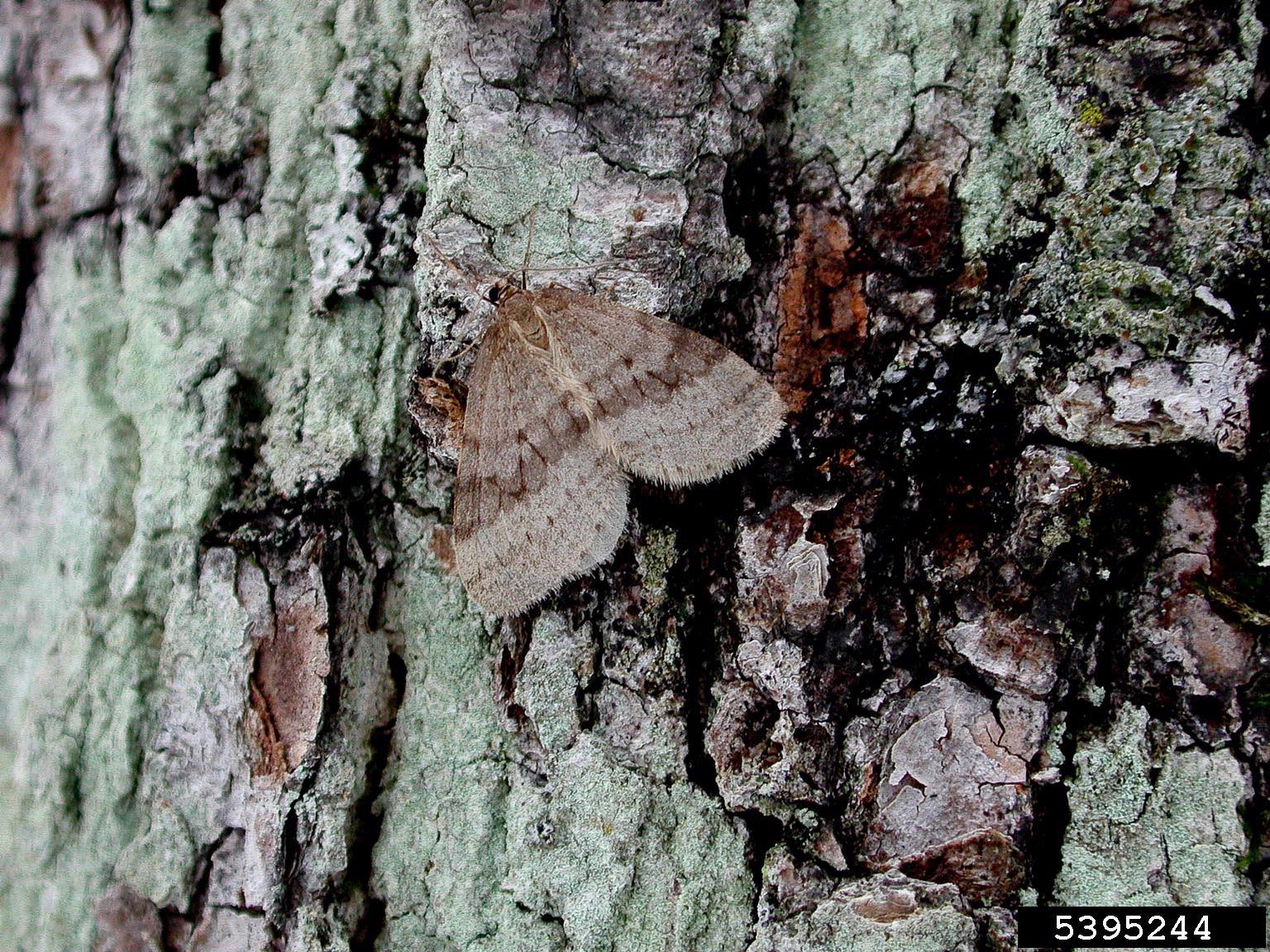